# Episodi di Catastrofici castori (prima stagione)
La prima stagione della serie animata Catastrofici castori, composta da 13 episodi (26 segmenti), è stata trasmessa negli Stati Uniti, da Nickelodeon, dal 19 aprile al 28 settembre 1997.
In Italia la stagione è stata trasmessa dal 1999 su Rai 2.
| nº  | Titolo originale               | Titolo italiano                           | Prima TV USA      | Prima TV Italia |
| --- | ------------------------------ | ----------------------------------------- | ----------------- | --------------- |
| 1a  | Born to Be Beavers             | Castori si nasce, indipendenti si diventa | 19 aprile 1997    | 1999            |
| 1b  | Up All Night                   | Notte in bianco                           | 19 aprile 1997    | 1999            |
| 2a  | A Dam Too Far                  | Il fiume ribelle                          | 27 aprile 1997    | 1999            |
| 2b  | Long in the Teeth              | Dentilunghi                               | 27 aprile 1997    | 1999            |
| 3a  | Gift Hoarse                    | A caval Donato...                         | 4 maggio 1997     | 1999            |
| 3b  | Go Beavers!                    | Forza castori                             | 4 maggio 1997     | 1999            |
| 4a  | Box Top Beavers                | Castori in scatola                        | 11 maggio 1997    | 1999            |
| 4b  | Salmon Sez                     | Il salmone                                | 11 maggio 1997    | 1999            |
| 5a  | Beach Beavers a-Go-Go          | Castori da spiaggia                       | 1 giugno 1997     | 1999            |
| 5b  | Deranged Ranger                | Dagget il dittatore                       | 1 giugno 1997     | 1999            |
| 6a  | Muscular Beaver                | Mister bicipite                           | 8 giugno 1997     | 1999            |
| 6b  | Fish 'n' Dips                  |                                           | 8 giugno 1997     | 1999            |
| 7a  | Enter the Daggett              | Coraggio da castoro                       | 22 giugno 1997    | 1999            |
| 7b  | Bug-a-Boo                      | Grillo gigante                            | 22 giugno 1997    | 1999            |
| 8a  | Mission to the Big Hot Thingy  | Diga sul sole                             | 29 giugno 1997    | 1999            |
| 8b  | I Dare You                     | Sfidarsi è bene e non fidarsi è meglio    | 29 giugno 1997    | 1999            |
| 9a  | Stinky Toe                     | Mali da castoro                           | 13 luglio 1997    | 1999            |
| 9b  | House Broken                   | Bella vita                                | 13 luglio 1997    | 1999            |
| 10a | Tree's Company                 | Festa sull'albero                         | 20 luglio 1997    | 1999            |
| 10b | Guess Who's Stumping to Dinner | Indovina chi viene a cena                 | 20 luglio 1997    | 1999            |
| 11a | Fancy Prance                   | Castori lipizzani                         | 3 agosto 1997     | 1999            |
| 11b | H2Whoa!                        | H2OOH                                     | 3 agosto 1997     | 1999            |
| 12a | The Bing That Wouldn't Leave   | Amicizia appiccicosa                      | 10 agosto 1997    | 1999            |
| 12b | You Promised                   | Ogni promessa è debito                    | 10 agosto 1997    | 1999            |
| 13a | Bummer of Love                 | Amore e Rock and Roll                     | 28 settembre 1997 | 1999            |
| 13b | Food of the Clods              | Il Sonnambulo                             | 28 settembre 1997 | 1999            |